# Blue Movie
Blue Movie (cách điệu là blue movie) là một bộ phim Mỹ năm 1969 do Andy Warhol viết kịch bản, sản xuất và đạo diễn. Blue Movie, bộ phim khiêu dâm dành cho người lớn đầu tiên mô tả tình dục không mô phỏng được phát hành rộng rãi tại các rạp chiếu ở Hoa Kỳ, là một bộ phim nổi tiếng trong Thời đại khiêu dâm Hoàng kim (1969–1984), và đã giúp khai mạc hiện tượng " porno chic " , trong đó khiêu dâm được những người nổi tiếng (như Johnny Carson và Bob Hope) thảo luận công khai  và được các nhà phê bình phim (như Roger Ebert), trong văn hóa Mỹ hiện đại, và sau đó, ở nhiều quốc gia khác trên thế giới. Theo Warhol, Blue Movie có ảnh hưởng lớn trong việc sản xuất Last Tango in Paris, một bộ phim chính kịch khiêu dâm gây tranh cãi trên toàn thế giới với sự tham gia của Marlon Brando và được phát hành vài năm sau khi Blue Movie được sản xuất. Viva và Louis Waldon, đóng vai chính mình, đóng vai chính trong Blue Movie.

## Tóm tắt
Bộ phim bao gồm các cuộc đối thoại về Chiến tranh Việt Nam, các nhiệm vụ trần tục khác nhau và cả tình dục không mô phỏng, với bối cảnh một buổi chiều hạnh phúc trong một căn hộ ở Thành phố New York  (thuộc sở hữu của nhà phê bình nghệ thuật David Bourdon). Bộ phim được giới thiệu trên báo chí là "một bộ phim về Chiến tranh Việt Nam và chúng ta có thể làm gì về nó." Warhol nói thêm, "bộ phim nói về... tình yêu, không phải sự hủy diệt." 
Warhol giải thích rằng việc thiếu cốt truyện trong Blue Movie là có chủ ý:
| “ | Kịch bản làm tôi chán ngán. Không biết chuyện gì sẽ xảy ra, tôi thấy cốt truyện đó không quan trọng. Nếu bạn thấy một bộ phim hai người nói chuyện, bạn có thể xem đi xem lại mà không biết chán. Bản cảm giác được sự liên quan - bạn thấy nhớ - bạn quay lại với nó... Nhưng bạn không thể xem lại cùng một bộ phim nếu nó có cốt truyện bởi vì bạn đã biết phần kết... Mọi người đều giàu. Ai cũng thú vị. Nhiều năm trước, mọi người thường ngồi nhìn ra ngoài cửa sổ của họ trên đường phố. Hoặc trên một băng ghế công viên. Họ sẽ ở lại hàng giờ mà không cảm thấy buồn chán mặc dù không có gì nhiều. hoặc lâu hơn... Tôi vẫn nghĩ rằng thật tuyệt khi quan tâm đến mọi người. Và các bộ phim Hollywood không quan tâm. Chúng tôi là những người yêu thích nhạc pop. Chúng tôi đã tham quan Universal Studios ở Los Angeles và cả trong lẫn ngoài nơi này, rất khó để nói điều gì là có thật. Họ không phải là những người không có thật đang cố gắng nói điều gì đó. Và chúng tôi là những người thực n không cố gắng nói bất cứ điều gì. Tôi chỉ thích mọi người và tôi tin vào mọi thứ. | ” |
| — | |   |

Theo Viva: “Các bộ phim Warhol nói về sự thất vọng và thất vọng về tình dục: cách Andy nhìn thế giới, cách thế giới hiện hữu và cách chín phần mười dân số nhìn nhận nó, nhưng lại giả vờ như họ không nhìn thấy.” 

## Lý luận
Trong một cuộc phỏng vấn sau khi phát hành bộ phim Love (2015) của mình, khi được hỏi tại sao khán giả muốn xem những bức chân dung chân thực về tình dục, Gaspar Noé gợi ý rằng đó thực sự là về cấu trúc quyền lực: "Trong hầu hết các xã hội, dù là phương Tây hay không, mọi người đều muốn kiểm soát hành vi tình dục hoặc tổ chức nó trong một bối cảnh chính xác. Tình dục giống như một vùng nguy hiểm. Đôi khi rào cản giai cấp đổ xuống và nó khiến rất nhiều người sợ hãi. Đó là về việc các quốc gia kiểm soát hệ thống của họ, như tôn giáo. " 

## Vấn đề về sản xuất
Một số đạo diễn đã thảo luận hoặc viết một cách cởi mở về các vấn đề kỹ thuật vốn có khi quay các hành vi tình dục thực tế, đặc biệt là với các diễn viên chưa bao giờ thực hiện hành vi đó trên phim. Trong một cuộc phỏng vấn với BlackBook, Gaspar Noé thừa nhận rằng rất khó vì một số lý do: một diễn viên có thể không có hoặc duy trì được sự cương cứng trước sự chứng kiến của cả một đoàn làm phim nhỏ hoặc trước máy quay; một trong những người tham gia có thể đang có bạn tình tại thời điểm đó. "Vì vậy, tôi đã quyết định rằng cách tốt nhất để thể hiện tình dục thực sự là chọn hai người độc thân đã từng là một cặp." 

## Phim khiêu dâm được biên tập lại để phát hành chính thống
Trước khi video gia đình ra đời, một số phim khiêu dâm hạng nặng đã được phát hành tại các rạp chiếu phim chính thống. Trong hầu hết các trường hợp, cảnh thâm nhập hoặc bị cắt bỏ hoặc thay thế bằng các cảnh quay thay thế. Một ngoại lệ cho điều này là Deep Throat, được phát hành không bị kiểm duyệt.
Ví dụ về kiểu phát hành kết hợp này bao gồm Café Flesh (1982) — phiên bản xếp hạng R của phim khiêu dâm khoa học viễn tưởng này đã được phát hành tại các rạp chiếu phim chính thống; Stocks and Blondes (1984), ban đầu có tên là Wanda Whips Wall Street; và Droid (1988), ban đầu được phát hành dưới tên Cabaret Sin vào năm 1987.

## Phim có hoạt động tình dục không mô phỏng
Các bộ phim chủ đạo sau đây có cảnh với hoạt động tình dục thực sự, nghĩa là diễn viên hay nữ diễn viên đang quay phim tham gia vào giao hợp trên thực tế hoặc thực hiện hành vi tình dục liên quan như mút liếm dương vật và liếm âm hộ. Danh sách này không bao gồm phim tài liệu về nội dung khiêu dâm, có thể chứa hoạt động tình dục không được kiểm soát. Ví dụ, Inside Deep Throat chứa khoảng 20 giây cảnh mút liếm dương vật thật sự.